# Sharja (stad)
Sharja (arabiska: الشارقة, al-Shariqa eller ash-Shariqa) är huvudstad i emiratet Sharja i Förenade Arabemiraten. Staden hade 900 000 invånare år 2010.

## Vänorter
- Granada, Spanien[2]